# Диас Велес, Эустокио
Эустокио Антонио Диас Велес (исп. Eustoquio Antonio Díaz Vélez; 2 ноября 1782, Буэнос-Айрес — 1 апреля 1856, Буэнос-Айрес) — аргентинский военный офицер, сражавшийся против британских вторжений в Рио-де-ла-Плату, участвовавший в Майской революции, войне за независимость и гражданских войнах в Аргентине.

## Рождение и семья
Эустокио Диас Велес родился в Буэнос-Айресе, столице вице-королевства Рио-де-ла-Плата, 2 ноября 1782 года. Сын Франсиско Хосе Диаса Велеса, богатого купца, который был бывшим главой совета Буэнос-Айреса, и Марии Петроны Санчеса Араос де Ламадрид.

## Британские вторжения
Диас Велес вступил в полк пограничных Бланденге Буэнос-Айреса, местное ополчение, в молодом возрасте. Он совмещал военные обязанности с торговлей, накопив некоторое богатство.
Во время британских вторжений в Рио-де-ла-Плата он помогал вице-королю Сантьяго де Линьерсу и был переведен в полк патрициев 8 октября 1806 года в качестве помощника второго лейтенанта, принимая участие в Реконкисте Буэнос-Айреса. В 1807 году, во время второго британского вторжения, отличился в обороне Буэнос-Айреса с патрициями под командованием Корнелио Сааведры и подчинил англичан в «Доме вдовы Виррейны (вице-короля)» 2-7 июля. Он был повышен до капитана.
Во время мятежа в Альсаге 1 января 1809 года он сражался на стороне лоялистов Линьерса и был ранен. Это принесло ему повышение до подполковника.

## Майская революция
У Диаса Велеса были хорошие отношения с заговорщиками, которые до 1810 года стремились добиться независимости своей страны. Он активно поддерживал Майскую революцию, участвуя в собраниях, на которых было принято решение об отставке вице-короля Бальтазара Идальго де Сиснероса, и присутствовал на собрании 19 мая, созванном Николасом Родригесом Пенья. По случаю Открытого кабильдо 22 мая полковник Корнелио Сааведра назначил его начальником гвардии патрициев, что позволило провести собрание, выразившее волю народа.
Он объединил фокус сопротивления с новым Правительственным советом 24 мая, состоящим из бывшего вице-короля. В ту ночь он встретился в доме Родригеса Пеньи с Доминго Френчем, Фелисиано Антонио Чикланой и другими заговорщиками, которые организовали отставку его членов, и потребовал, чтобы кабильдо «приступил к другим выборам среди лиц, которые могут заслужить доверие народа, конечно, которые не заслуживают тех, кто составляет нынешний Совет, полагая, что это будет средством успокоения волнения и волнения, которые возобновились среди людей…».
Возникла Первая хунта правительства, она поручила ему первую военную миссию занять территорию Колонии-дель-Сакраменто в Восточной полосе (Уругвай), население которой симпатизировало революционным патриотам, разбив ее гарнизон и доставив большое количество боеприпасов в Буэнос-Айрес. За эту победу Первая хунта назначила его подполковником.

## Кампания в Верхнем Перу

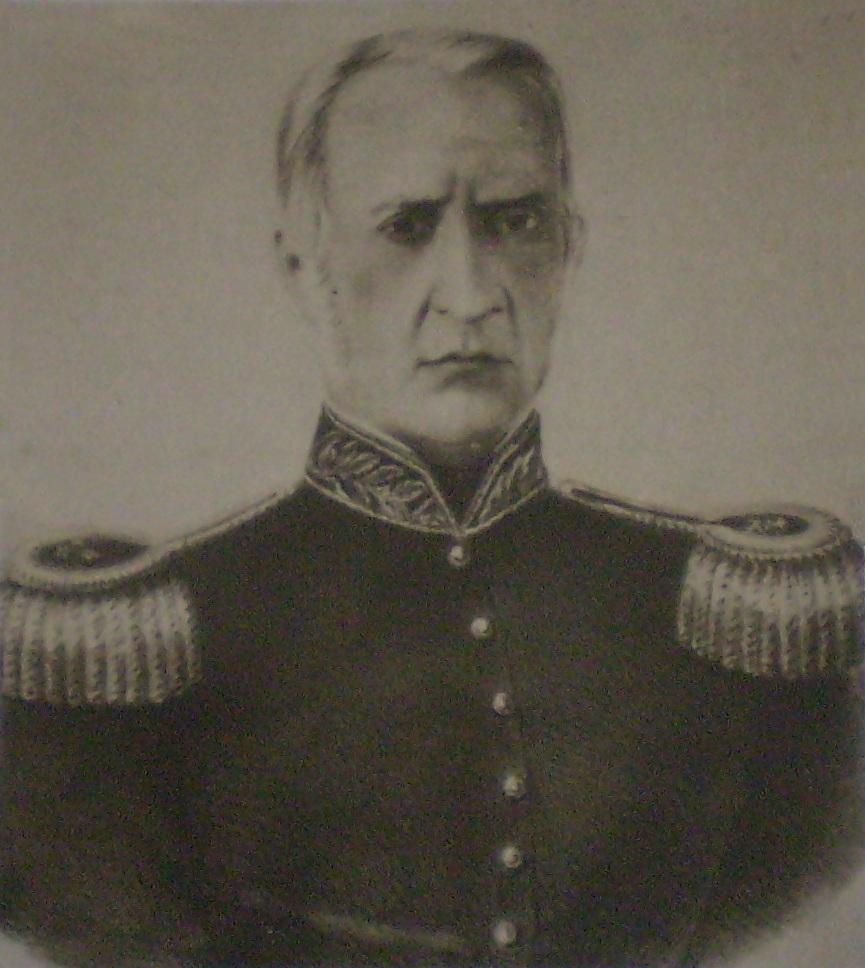
Эустокио Диас Велес..

Эустокио Диас Велес находился в составе Северной армии, которую Совет Буэнос-Айреса послал на военную помощь Интенденциям Верхнего Перу, и участвовал в поражении Котагаиты. Несколько недель спустя, 7 ноября 1810 года, он сражался в битве при Суипаче, первой победе революционного оружия Риоплатенсе, что позволило взять города Потоси, Чукисака и Ла-Пас, открыв патриотам все Верхнее Перу. По приказу представителя совета Хуана Хосе Кастелли Диас Велес выполнил приказ о казни на главной площади Потоси роялистских властей Висенте Ньето, губернатора Чукисаки, Франсиско де Паулы Санса, губернатора Потоси, и генерал-майора Хосе де Кордовы и Рохаса, разбитых в Суипаче 15 декабря 1810 года. Он был повышен до звания полковника. Он находился в составе Северной армии, войска которой были отбиты роялистами в Котагаите. Позднее он был повышен до звания полковника.
Кастелли подписал перемирие с испанским командующим Хосе Мануэлем де Гойенече, но последующие события показали, что ни один из них не собирался его соблюдать. Диас Велес и Хуан Хосе Вьямонте, командующие своими полками, были отправлены в качестве авангардных отрядов к границе. Битва обернулась катастрофой для армии Соединенных провинций, и, не имея никакой поддержки, группы солдат пересекли Альтиплано, как смогли, и бежали в Умауаку.
Антонио Гонсалес Балькарсе был заменен полковником Хуаном Мартином де Пуэйрредоном, губернатором Чукисаки, в качестве командующего Вспомогательной армией. Регулярные войска этого в октябре 1811 года были сокращены до дивизии Диаса Велеса, который без оружия, боеприпасов и припасов достиг Туписы. Диасу Велесу помогала кавалерия Мартина Мигеля де Гуэмеса. Пуэйрредон, после взятия сокровищ Монетного двора Потоси, опасаясь потерь и желая сыграть политическую роль в Первом триумвирате, сформированном в Буэнос-Айресе, потребовал его освобождения, хотя ранее он послал подкрепления, которые мог, Диасу Велесу, когда узнал о передвижениях роялистских сил полковника Пикоаги. Диас Велес разгромил роялиста полковника Барреду в бою при Кангрехильосе, а 12 января 1812 года он сражался в ущелье, расположенном вдоль реки Суипача, в битве при Назарено против Пикоаги. Хотя результат был неблагоприятным для армии Соединенных провинций, это было ключом к ослаблению испанского давления на Кочабамбу. Несколько дней спустя, 18 января 1812 года, по приказу Диаса Велеса Мартин Мигель де Гуэмес вернул Тариху, которая была занята сторонниками вице-короля Перу Хосе Фернандо де Абаскаля, который немедленно приказал ему присоединиться к армии, взяв с собой 300 человек из Тарихи, 500 винтовок и две пушки. Диасу Велесу пришлось отступить в Жужуй при приближении основных сил войск Гойенече, которые превосходили патриотов численностью.
Вторая вспомогательная экспедиция в Верхнее Перу началась, когда генерал Мануэль Бельграно принял на себя командование Северной армией. Диас Велес участвовал в организации Исхода из Жужуя и создал отряд кавалерии под названием «Решительные патриоты», состоящий из добровольцев и гаучо из Жужуя, Пуны и Тарихи. Его поддерживали эти нерегулярные гренадеры, которые предоставили отряду собственное оружие и лошадей. Командуя кавалерией, он отвечал за тыл исхода.
Когда патриоты столкнулись с отрядом из 600 роялистских солдат, посланных бригадиром Хуаном Пио Тристаном, и начали отступать, Диас Велес быстро отреагировал и встретился с ними в битве при Лас-Пьедрас 3 сентября 1812 года, остановив продвижение королевских войск и одержав победу, которая позволила обратить вспять деморализацию войск и обеспечить дальнейший исход на юг.
Его вклад имел жизненно важное значение в подготовке к нападению, которое должно было произойти 24 сентября 1812 года. Он присутствовал на встрече, на которой Бернабе, Педро Мигель и Каэтано Араос — самая влиятельная семья в городе Сан-Мигель-де-Тукуман, которые были его родственниками по материнской линии, — убедили Бельграно выступить против роялистов.
Отчасти из-за этих разговоров и победы Диаса Велеса в Лас-Пьедрас, Мануэль Бельграно осмелился дать битву при Тукумане 24 сентября 1812 года, которая стала самой важной победой в войне за независимость Аргентины и решила судьбу революции. Диас Велес действовал как генерал-майор или второй командующий армией.
Во время отступления Мануэль Бельграно приказал ему нанести удар по тылам разбитой армии при ее отступлении на север, взяв множество пленных, а также спасая некоторых из тех, кто присоединился к роялистским войскам.
Через несколько дней его послали взять Сальту, прежде чем туда добралась вражеская армия. Освободил из тюрьмы полковника Хуана Антонио Альвареса де Ареналеса, который вместе с ним сумел занять город. Им пришлось эвакуировать его в начале октября, когда его заняла армия Тристана.
Несколько дней спустя, в битве при Сальте, 20 февраля 1813 года, Диас Велес командовал аргентинским кавалерийским крылом, и хотя он был тяжело ранен, сражение стало новой и крупной победой патриотического оружия. Бельграно воспользовался этим случаем, чтобы назначить его военным губернатором Intendencia de Salta del Tucumán (Провинция Сальта-дель-Тукуман) Соединенных провинций Рио-де-ла-Плата, должность, которую он занимал с 13 марта по 13 сентября того же года.
Победы при Тукумане и Сальте позволили революционерам вернуть Верхнее Перу. Диас Велес, как глава передовой победоносной армии, триумфально вошел в город Потоси 7 мая 1813 года. По прибытии он попытался убедить народ Верхнего Перу, что их враги — это люди из Лимы, которые были захватчиками и захватили братские провинции Рио-де-ла-Плата, их свободы и их ресурсы — особенно производство серебра — и что армия Буэнос-Айреса пришла защитить их от роялистов.
Под давлением роялистских войск им пришлось отступить из Потоси. Под руководством Бельграно, во время битвы при Вилькапухио 1 октября 1813 года, он возглавил патриотическую кавалерию. Битва завершилась победой испанских войск.
Диас Велес возглавил мнение большинства офицеров об отступлении в Потоси, прежде чем снова рисковать революционными армиями, но генерал Бельграно настоял на том, чтобы столкнуться с реальностью. 14 ноября 1813 года в битве при Айоуме патриотические силы под командованием Бельграно снова были разбиты королевской армией. Диас Велес снова руководил кавалерией.
Во время отступления по приказу Мануэля Бельграно, а также для прикрытия своего тыла, он пытался взорвать здание монетного двора Потоси, но заявление официального представителя населения позволило этого избежать. Оба поражения ознаменовали конец Второй вспомогательной экспедиции в Верхнее Перу, и хотя королевская армия не была разгромлена, революции удалось удержаться на юге.
16 декабря Второй триумвират постановил, что полковник Хосе де Сан-Мартин поддержал генерала Бельграно в командовании побежденной Армии Севера. Позднее правительство решило заменить самого Бельграно в командовании Северной армией — поскольку генерал был серьезно озадачен его действиями — и заменить его Сан-Мартином. В Поста-де-Ятасто 30 января 1814 года произошла передача власти.

## Директория
Эустокио Диас Велес вернулся в Буэнос-Айрес, где 18 марта 1814 года женился на Кармен Герреро-и-Обаррио. У них было трое детей: Кармен, Мануэла и Эустокио.
Он был повышен до звания генерала. Он был немедленно отправлен верховным директором в качестве вице-губернатора Санта-Фе с четкой целью предотвратить его отделение, поскольку в 1813 году комендант Параны Эусебио Эренью признал каудильо Хосе Хервасио Артигаса «Защитником свободных народов», проигнорировав зависимость Санта-Фе и установив, по сути, автономию Энтре-Риос. Явной целью Директории было не увеличивать влияние Артигаса при неудаче, достигнутой предыдущими вице-губернаторами.
Диас Велес занял город 31 марта 1814 года и занял его политически и в военном отношении. Он посвятил себя тому, чтобы отправить всех, кого мог, всеми правдами и неправдами в Северную армию. Его правительство не пользовалось симпатией народа, в основном потому, что не было сантафесино, но также и потому, что не уважало местный городской совет.
20 марта 1815 года силы Артигаса под командованием Мануэля Франсиско Артигаса, Эусебио Эренью и речной флотилии Луиса Ланче высадились в Санта-Фе, а 24 марта население потребовало передать контроль местному кабильдо. три дня спустя Диас Велес был вынужден покинуть город.
2 апреля новый верховный директор Карлос Мария де Альвеар пал из-за восстания Игнасио Альвареса Томаса, который в то время командовал армией, отправленной в Санта-Фе для борьбы с Артигасом, а глава местной милиции Франсиско Кандиоти мирно принял управление страной по назначению кабильдо, положив начало эпохе Санта-Фе как автономной провинции. 26 апреля 1815 года назначение Кандиоти было утверждено всенародными выборами. Этот этап был коротким, так как Кандиоти был болен, и 25 июня его временно заменил Педро Томас де Ларречеа, который умер 27 августа.
Диас Велес вернулся в Буэнос-Айрес, но быстро присоединился к Армии наблюдения, сформированной из 3000 человек под командованием генерала Хуана Хосе Вьямонте, который вернулся в Санта-Фе и оказал влияние на местное кабильдо, которое 2 сентября 1815 года восстановило зависимость правительства Буэнос-Айреса, назначив Хуана Франсиско Таррагона вице-губернатором.
Однако в городе Анапире 2 марта 1816 года каудильо Мариано Вера и Эстанислао Лопес подняли восстание и осадили город, капитулировав 21 марта. Они низложили вице-губернатора и провозгласили суверенитет провинции и ее вступление в Лигу свободных народов Артигаса.
В апреле того же года Диас Велес был отправлен в третью атаку на Санта-Фе. Но, стремясь избежать гражданской войны и для того, чтобы жители Санта-Фе, Энтре-Риос, Корриентес и Восточной полосы послали своих депутатов на Тукуманский конгресс, он подписал — на 9-й день — с командующим военно-морскими силами Санта-Фе пакт Санто-Томе, по которому Армия наблюдения сместила временного директора Игнасио Альвареса Томаса, перенесла свою штаб-квартиру в Диаса Велеса, заменив Бельграно, и согласилась, что окончательный мир должен быть ратифицирован обоими правительствами, а также принят Артигасом. Отказ Артигаса подписать окончательное мирное соглашение привел к неучастию представителей сантафесинос в Декларации независимости Аргентины на Конгрессе Тукумана.
В Буэнос-Айресе Совет по надзору под председательством Хуана Хосе Анчорена и кабильдо, выступавшие против временного директора, с готовностью приняли отставку Альвареса Томаса и назначили Антонио Гонсалеса Балькарсе новым временным директором.
Через несколько дней после того, как пакт стал неизвестен, губернатор Вера напал на город Санта-Фе и сумел отвоевать его, Диас Велес был вынужден уйти из-за безуспешных усилий комиссаров — юристов, врачей Алехо Кастекса и Мигеля Мариано де Вильегаса, рядом с контрагентом Антонио Посигой — в правительство провинции Санта-Фе, чтобы договориться об условиях прекращения огня, «уполномоченный вести переговоры с вождем этой территории по урегулированию, к сожалению, существующих разногласий между двумя территориями». Он покинул земли Сантафесино 31 августа 1816 года, взяв с собой свои войска и от имени Директории колокол городского кабильдо Санта-Фе.
Диас Велес вернулся в Буэнос-Айрес, где он вошел в состав обновленной ложи Лаутаро, созданной по инициативе Хосе де Сан-Мартина, который пытался исправить свою дискредитацию, тщетно пытаясь возродиться после падения директора Альвеара. Новая ложа, названная «Великая ложа» или «Министерская ложа», управлялась Верховным директором Пуэйрредоном, его министром Грегорио Гарсией де Тагле и генералом Томасом Гвидо, другом и доверенным лицом Сан-Мартина.
В 1817 году Диас Велес был назначен помощником генерал-командующего военного штаба, а 13 ноября 1818 года он был назначен временным губернатором Буэнос-Айреса, заменив Хуана Рамона Балькарсе, который был болен. В марте 1819 года он подал прошение об отстранении от должности губернатора, сохранив за собой лишь функции генерального интенданта полиции.
Наиболее важными реформами полиции были: создание единого оперативного командования, введение «билета безопасности» или удостоверения личности лиц, передача управления лотереей, находившегося в частных руках, и оплакивание отмены порки, которой подвергались дети в школах.
Поднял восстание Арекито и перед войной против литорали начальник военного штаба Сааведра 28 января 1820 года призвал суверенный конгресс принять решительные меры для исправления шаткого положения армии. Диас Велес также попросил конгресс срочно собраться на секретное заседание. Заседание состоялось 31 января, и было решено, что бывший верховный директор Пуэйрредон вместе с другой группой людей будут высланы из страны из-за конкретной опасности, которая угрожала их личной безопасности. Конгресс также назначил заместителя верховного директора Хуана Педро Агирре, с перевесом в 15 голосов.
1 февраля состоялась битва при Сепеде, и победа федеральной армии над директорской властью окончательно запятнала власть последней. 11 февраля Кабильдо Буэнос-Айреса заставило верховного директора Хосе Рондо уйти в отставку и также прекратило власть в руках Кабильдо. Местные власти также потребовали роспуска конгресса. Национальные власти прекратили свое существование. Диас Велес был сослан в Монтевидео.

## Президентство Бернардино Ривадавии
Палата представителей провинции Буэнос-Айрес одобрила сразу после вступления на пост генерал-губернатора Мартина Родригеса и его министра Бернардино Ривадавии Закон о забвении от 27 сентября 1821 года, который позволил вернуться политическим изгнанникам и укрепил мир в провинции. Благодаря ему Диас Велес вернулся в Буэнос-Айрес и в октябре того же года был призван на действительную военную службу, подпадающую под положения Закона о военной реформе, поэтому он вышел в отставку 26 февраля 1822 года с полным жалованьем.
Таким образом, он оставил военную карьеру, чтобы заняться сельскими делами, задачи, которые он выполнил с большим успехом. Ранее он получил сельское учреждение в «Ринкон дель Торо», на берегу реки Саладо.
Впоследствии он воспользовался законом rivadaviana Emphyteusis и заселил много земель. Он основал несколько эстансий, которые служили экономическими центрами торговли и коммуникаций. Самыми известными были знаменитые «El Carmen» (расположенный в Тандиле — в нынешних Рауч и Аякучо), «Díaz Velez Fields» и «White Dunes» (расположенные к югу от реки Кекен-Гранде в Аргентинском море — в нынешней Некочеа). Он стал крупнейшим единоличным владельцем полей в провинции Буэнос-Айрес.

## Эстансьеро

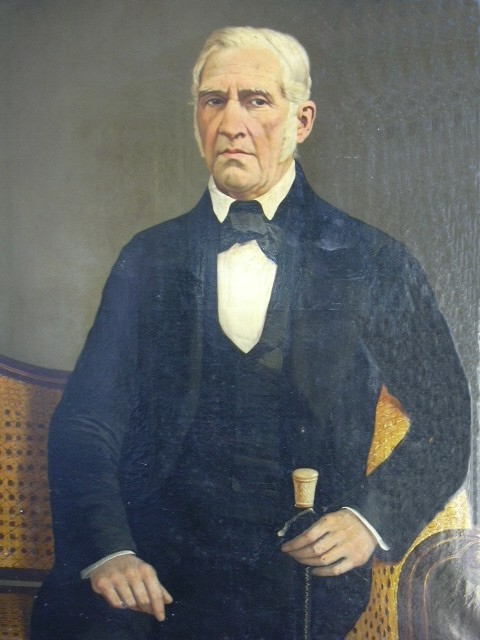
Эустокио Диас Велес. Портрет на холсте, масло, написанный Бенджамином Франклином Роусоном. Провинциальный музейный комплекс «Энрике Удаондо», Лухан. Провинция Буэнос-Айрес. Республика Аргентина.

Диас Велес был вовлечен в гражданские войны в последующие годы. Вместо этого он отправился работать в свои эстансии или ранчо, расположенные на границе Бонаэренсе, став могущественным землевладельцем с большим авторитетом в народе.
Губернатор провинции Буэнос-Айрес Мануэль Доррего указом от 2 января 1828 года назначил Диаса Велеса на тот год мировым судьей Часкомуса. Доррего также создал Комиссию землевладельцев, сформированную из ведущих землевладельцев провинции, которая намеревалась восстановить порядок и спокойствие в ходе кампании и разработать полицейский устав. Для этого 28 сентября того же года Диас Велес был избран комиссаром кампании вместе с Мануэлем Лусуриагой и Франсиско Пиньейро.
Во время временного правительства генерала Вьямонте указом 1183 от 26 сентября 1829 года министр-секретарь Томас Гвидо поручил Диасу Велесу, члену комиссии из пятнадцати землевладельцев, подать в полицию распоряжение о кампании.
В 1831-1832 годах он был членом комиссии по строительству новой церкви Часкомус, покровительницей которой была Богоматерь Милосердия. Работа была поручена инженеру Фелипе Сенильосе, который печатал постколониальный стиль. Краеугольный камень был заложен на Рождество 1832 года, а строительство заняло пятнадцать лет.
Он начал мирное сотрудничество с дружелюбными пограничными индейцами, проживавшими во внутренних районах, но из-за больших пространств полей и малочисленности населения в районе, подверженном опасностям, эта система не дала ожидаемых результатов.
Произвел «Революцию реставраторов», которая столкнула сторонников генерала Хуана Рамона Гонсалеса де Балькарсе, губернатора провинции Буэнос-Айрес, и сторонников Хуана Мануэля де Росаса, генерал Диас Велес присоединился к Хервасио Росасу (который был личным другом Балькарсе), который был понят с Браулио Костой и Феликсом Альсагой, чтобы посовещаться и искать примирения с губернатором Балькарсе. Хотя Балькарсе согласился в принципе отказаться от обвинения, он в конечном итоге не поддался влиянию своего министра, генерала Энрике Мартинеса. Наконец, перед наступлением войск генерала Агустина де Пинедо, главы революционного движения, Балькарсе ушел в отставку в законодательное собрание 3 ноября 1833 года.
В период с 1833 по 1835 год Диас Велес был крупнейшим продавцом скота на территории провинции.

## Оппозиция Росасу
В 1839 году Эустокио Диас Велес поддержал революцию под названием «Свободные люди Юга» против политики губернатора Хуана Мануэля де Росаса из его эстансии Тандиль. В районе форта Индепенденс революция имела большую поддержку. Генерал имел большое признание и влияние на гаучо и соотечественников.
Хотя Форт Индепенденс сдался революционерам без боя 10 ноября 1839 года, и они захватили город на несколько дней, поражение революционеров в битве при Часкомусе, которое произошло несколькими днями ранее, означало провал революции. Связанный с захватом Тандиля, Диас Велес был арестован. Его дом по нынешнему адресу Авенида Бельграно 230, расположенный в Буэнос-Айресе, был разграблен Мазоркой — вооруженной полицейской организацией Росаса — как и все его имущество.
Находясь в заключении и находясь в изоляции вместе со своей семьей в течение девяти месяцев, он был освобожден и ему разрешили отправиться в Монтевидео. В результате гражданской войны в Уругвае, в которой столкнулись партия Колорадо диктатора Фруктуосо Риверы и Национальная партия Мануэля Орибе. В 1843 году началась Великая осада Монтевидео. Чтобы помочь обороне города, генерал Диас Велес сформировал 16 февраля того же года Аргентинский легион, состоящий из более чем пятисот аргентинских добровольцев, офицеры которых были сосланы по политическим причинам как унитарного, так и федерального характера. Их можно было распознать по бледно-голубой и белой кокарде на шляпах.

## Последние годы и смерть

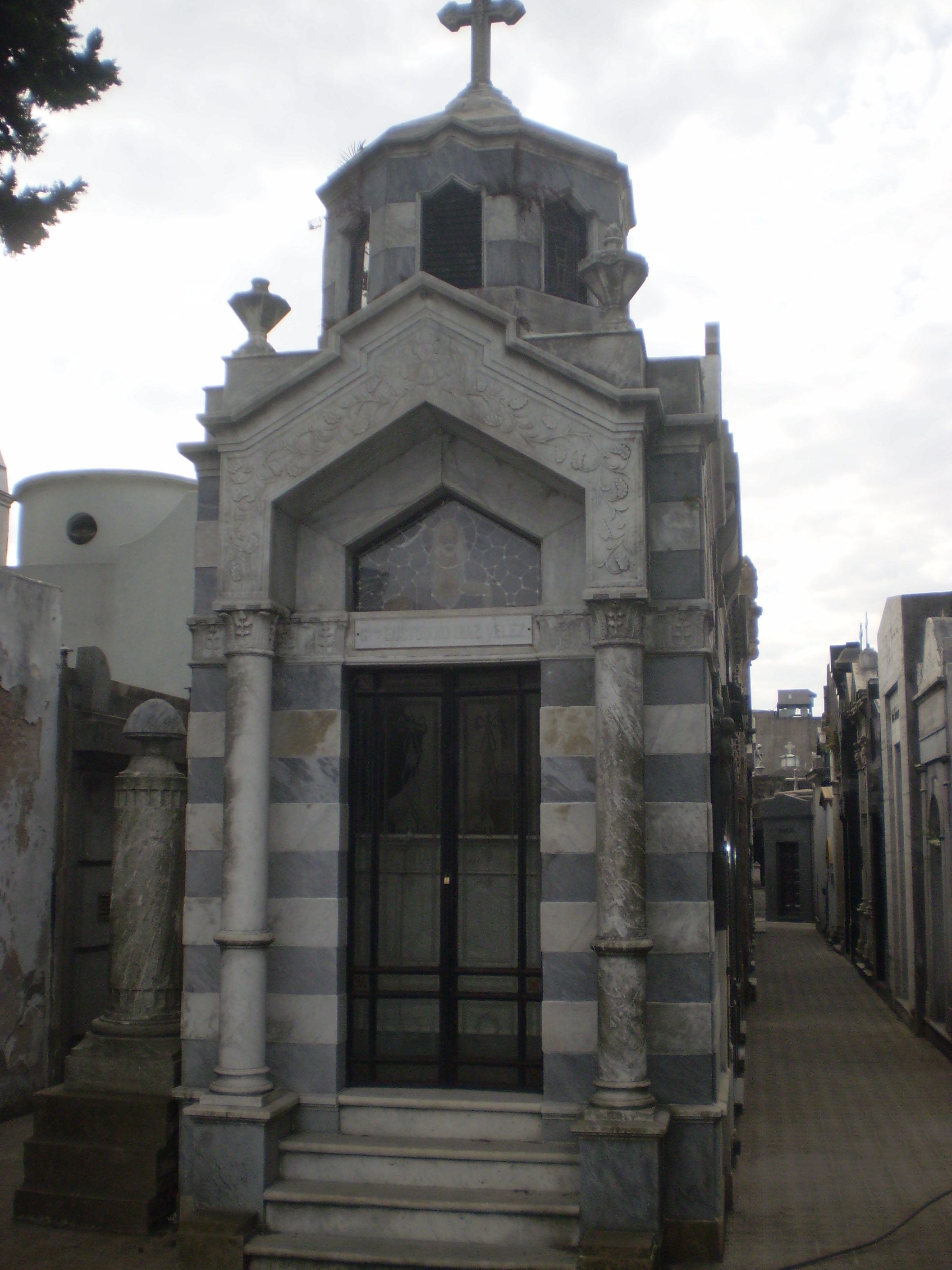
Могила генерала Диаса Велеса на кладбище Реколета.

Эустокио Диас Велес вернулся в Буэнос-Айрес после битвы при Касеросе, где Великая армия одержала решительную победу и свергла режим Хуана Мануэля де Росаса 3 февраля 1852 года.
Диас Велес, «исполненный лет и славы» как «заслуженный генерал Республики», отказался участвовать в политике. Благодаря своему престижу он был назначен председателем Комиссии землевладельцев провинции Буэнос-Айрес и вернул себе все свои земли и большую часть своего поместья.
В 1855 году индейцы мапуче снова атаковали Тандиль, поэтому члены муниципальной корпорации Хуан Фугл и Нарсисо Домингес направились к эстансии «Эль Кармен» Диаса Велеса, расположенной в пятидесяти километрах от границы, прося старого генерала, как главу ополчения, обеспечить защиту беззащитным людям. Тем временем немногие жители деревни бежали в Долорес. К тому времени, как правило, из-за больших расстояний и отсутствия подходящей связи национальная гвардия прибывала на место происшествия поздно, когда мапуче разграбили город и сельскую местность, забрав все, что им было полезно.
Несмотря на то, что Диас Велес был храбрым всю свою жизнь, он не только не покинул свою эстансию, но и предоставил в ней убежище и кров гаучо и крестьянам региона и приготовился защищать её с тем немногим оружием, которым он обладал. Индейцы, которые знали о его храбрости, не атаковали укрепление.
Эустокио Диас Велес скончался в Буэнос-Айресе 1 апреля 1856 года. Его останки покоятся на кладбище Реколета в семейном склепе, объявленном Национальным историческим памятником указом № 3039 от 1946 года Национальной исполнительной власти.